# Fantasy Records
Fantasy Records é uma gravadora dos Estados Unidos, fundada em 1949 com sede em São Francisco, Califórnia.